# Beachhandball Euro 2021/U-17-Turnier weiblich
Auf dieser Unterseite des Artikels Beachhandball Euro 2021 wird das Turnier der weiblichen U-17-Mannschaften dargestellt.

## Vorrunde

### Gruppe A
| Rang | Verein       | Spiele | Spiele | Spiele | Sätze | Sätze | Sätze | Tore   | Tore | Punkte |
| Rang | Verein       | Sp     | S      | N      | G     | V     | +-    | T      | +-   | Punkte |
| ---- | ------------ | ------ | ------ | ------ | ----- | ----- | ----- | ------ | ---- | ------ |
| 1    | Spanien      | 3      | 3      | 0      | 6     | 0     | +6    | 149:74 | +75  | 6      |
| 2    | Ukraine      | 3      | 2      | 1      | 4     | 2     | +2    | 111:92 | +19  | 4      |
| 3    | Bulgarien    | 3      | 1      | 2      | 2     | 5     | -3    | 80:142 | -62  | 2      |
| 4    | Griechenland | 3      | 0      | 3      | 1     | 6     | -5    | 81:113 | 32   | 0      |

| 8. Juli, 11:00 Uhr | Spanien      | – | Ukraine      | 2:0 (26:14, 22:14)      |
| 8. Juli, 11:00 Uhr | Griechenland | – | Bulgarien    | 1:2 (12:15, 22:19, 0:3) |
| 8. Juli, 16:00 Uhr | Ukraine      | – | Bulgarien    | 2:0 (22:5, 30:16)       |
| 8. Juli, 16:00 Uhr | Spanien      | – | Griechenland | 2:0 (20:14, 25:10)      |
| 9. Juli, 11:00 Uhr | Bulgarien    | – | Spanien      | 0:2 (10:24, 12:32)      |
| 9. Juli, 11:00 Uhr | Ukraine      | – | Griechenland | 2:0 (12:10, 19:13)      |

### Gruppe B
| Rang | Verein     | Spiele | Spiele | Spiele | Sätze | Sätze | Sätze | Tore   | Tore | Punkte |
| Rang | Verein     | Sp     | S      | N      | G     | V     | +-    | T      | +-   | Punkte |
| ---- | ---------- | ------ | ------ | ------ | ----- | ----- | ----- | ------ | ---- | ------ |
| 1    | Ungarn     | 3      | 3      | 0      | 6     | 0     | +6    | 138:71 | +67  | 6      |
| 2    | Frankreich | 3      | 2      | 1      | 4     | 3     | 1     | 98:86  | +12  | 4      |
| 3    | Kroatien   | 3      | 1      | 2      | 3     | 4     | -1    | 83:115 | -32  | 2      |
| 4    | Slowenien  | 3      | 0      | 3      | 0     | 6     | -6    | 51:98  | -47  | 0      |

| 8. Juli, 11:00 Uhr | Frankreich | – | Slowenien  | 2:0 (14:2, 18:8)        |
| 8. Juli, 11:00 Uhr | Ungarn     | – | Kroatien   | 2:0 (30:10, 24:15)      |
| 8. Juli, 16:00 Uhr | Ungarn     | – | Frankreich | 2:0 (19:8, 27:20)       |
| 8. Juli, 16:00 Uhr | Kroatien   | – | Slowenien  | 2:0 (13:12, 15:11)      |
| 9. Juli, 11:00 Uhr | Slowenien  | – | Ungarn     | 0:2 (8:16, 10:22)       |
| 9. Juli, 11:00 Uhr | Kroatien   | – | Frankreich | 1:2 (20:17, 10:13, 0:8) |

### Gruppe C
| Rang | Verein      | Spiele | Spiele | Spiele | Sätze | Sätze | Sätze | Tore    | Tore | Punkte |
| Rang | Verein      | Sp     | S      | N      | G     | V     | +-    | T       | +-   | Punkte |
| ---- | ----------- | ------ | ------ | ------ | ----- | ----- | ----- | ------- | ---- | ------ |
| 1    | Niederlande | 3      | 3      | 0      | 6     | 0     | +6    | 104:69  | +35  | 6      |
| 2    | Deutschland | 3      | 2      | 1      | 4     | 4     | 0     | 106:100 | +6   | 4      |
| 3    | Rumänien    | 3      | 1      | 2      | 3     | 5     | -2    | 103:116 | -13  | 2      |
| 4    | Schweden    | 3      | 0      | 3      | 2     | 6     | -4    | 74:102  | -28  | 0      |

| 8. Juli, 12:00 Uhr | Niederlande | – | Deutschland | 2:0 (14:6, 14:11)         |
| 8. Juli, 12:00 Uhr | Rumänien    | – | Schweden    | 2:1 (10:11, 13:8, 6:5)    |
| 8. Juli, 17:00 Uhr | Deutschland | – | Schweden    | 2:1 (17:10, 15:16, 10:0)  |
| 8. Juli, 17:00 Uhr | Niederlande | – | Rumänien    | 2:0 (23:12, 22:16)        |
| 9. Juli, 12:00 Uhr | Deutschland | – | Rumänien    | 2:1 (12:16, 21:18, 14:12) |
| 9. Juli, 12:00 Uhr | Schweden    | – | Niederlande | 0:2 (12:15, 12:16)        |

### Gruppe D
| Rang | Verein   | Spiele | Spiele | Spiele | Sätze | Sätze | Sätze | Tore  | Tore | Punkte |
| Rang | Verein   | Sp     | S      | N      | G     | V     | +-    | T     | +-   | Punkte |
| ---- | -------- | ------ | ------ | ------ | ----- | ----- | ----- | ----- | ---- | ------ |
| 1    | Russland | 2      | 2      | 0      | 4     | 1     | +3    | 59:51 | +8   | 4      |
| 2    | Polen    | 2      | 1      | 1      | 3     | 2     | +1    | 70:52 | +18  | 2      |
| 3    | Litauen  | 2      | 0      | 2      | 0     | 4     | -4    | 46:72 | -26  | 0      |

| 8. Juli, 12:00 Uhr | Russland | – | Polen    | 2:1 (11:10, 10:13, 7:6) |
| 8. Juli, 17:00 Uhr | Litauen  | – | Russland | 0:2 (10:16, 12:15)      |
| 9. Juli, 12:00 Uhr | Polen    | – | Litauen  | 2:0 (16:12, 25:12)      |

## Hauptrunde

### Gruppe I
| Rang | Verein      | Spiele | Spiele | Spiele | Sätze | Sätze | Sätze | Tore    | Tore | Punkte |
| Rang | Verein      | Sp     | S      | N      | G     | V     | +-    | T       | +-   | Punkte |
| ---- | ----------- | ------ | ------ | ------ | ----- | ----- | ----- | ------- | ---- | ------ |
| 1    | Niederlande | 3      | 3      | 0      | 6     | 2     | +4    | 159:132 | +27  | 6      |
| 2    | Spanien     | 3      | 2      | 1      | 5     | 2     | +3    | 137:98  | +39  | 4      |
| 3    | Polen       | 3      | 1      | 2      | 2     | 5     | -3    | 93:127  | -34  | 2      |
| 4    | Frankreich  | 3      | 0      | 3      | 2     | 6     | -4    | 107:139 | -32  | 0      |

| 09. Juli, 17:00 Uhr | Spanien     | – | Niederlande | 1:2 (16:22, 24:22, 6:9) |
| 09. Juli, 17:00 Uhr | Frankreich  | – | Polen       | 1:2 (21:10, 10:18, 4:6) |
| 10. Juli, 09:00 Uhr | Frankreich  | – | Niederlande | 1:2 (20:19, 16:25, 8:9) |
| 10. Juli, 09:00 Uhr | Polen       | – | Spanien     | 0:2 (8:21, 9:18)        |
| 10. Juli, 13:00 Uhr | Niederlande | – | Polen       | 2:0 (23:21, 30:21)      |
| 10. Juli, 13:00 Uhr | Spanien     | – | Frankreich  | 2:0 (30:12, 22:16)      |

### Gruppe II
| Rang | Verein      | Spiele | Spiele | Spiele | Sätze | Sätze | Sätze | Tore    | Tore | Punkte |
| Rang | Verein      | Sp     | S      | N      | G     | V     | +-    | T       | +-   | Punkte |
| ---- | ----------- | ------ | ------ | ------ | ----- | ----- | ----- | ------- | ---- | ------ |
| 1    | Ungarn      | 3      | 3      | 0      | 6     | 1     | +5    | 137:110 | +27  | 6      |
| 2    | Deutschland | 3      | 2      | 1      | 5     | 3     | +2    | 139:126 | +13  | 4      |
| 3    | Russland    | 3      | 1      | 2      | 2     | 5     | -3    | 110:129 | -19  | 2      |
| 4    | Ukraine     | 3      | 0      | 3      | 2     | 6     | -4    | 109:130 | -21  | 0      |

| 09. Juli, 17:00 Uhr | Ungarn      | – | Russland    | 2:0 (14:12, 24:21)      |
| 09. Juli, 17:00 Uhr | Ukraine     | – | Deutschland | 1:2 (26:19, 8:15, 4:8)  |
| 10. Juli, 09:00 Uhr | Deutschland | – | Ungarn      | 1:2 (19:24, 25:22, 6:9) |
| 10. Juli, 09:00 Uhr | Ukraine     | – | Russland    | 1:2 (21:22, 17:15, 6:7) |
| 10. Juli, 19:00 Uhr | Russland    | – | Deutschland | 0:2 (19:28, 14:19)      |
| 10. Juli, 13:00 Uhr | Ungarn      | – | Ukraine     | 2:0 (25:15, 19:12)      |

## Trostrunde

### Gruppe III
| Rang | Verein       | Spiele | Spiele | Spiele | Sätze | Sätze | Sätze | Tore   | Tore | Punkte |
| Rang | Verein       | Sp     | S      | N      | G     | V     | +-    | T      | +-   | Punkte |
| ---- | ------------ | ------ | ------ | ------ | ----- | ----- | ----- | ------ | ---- | ------ |
| 1    | Litauen      | 3      | 3      | 0      | 6     | 0     | +6    | 90:69  | +21  | 6      |
| 2    | Schweden     | 3      | 2      | 1      | 4     | 2     | +2    | 85:86  | -1   | 4      |
| 3    | Griechenland | 3      | 1      | 2      | 2     | 5     | -3    | 91:113 | -22  | 2      |
| 4    | Kroatien     | 3      | 0      | 3      | 1     | 6     | -5    | 93:91  | +2   | 0      |

| 09. Juli, 16:00 Uhr | Kroatien     | – | Litauen      | 0:2 (11:12, 9:13)       |
| 09. Juli, 16:00 Uhr | Griechenland | – | Schweden     | 0:2 (17:18, 12:14)      |
| 10. Juli, 08:00 Uhr | Schweden     | – | Kroatien     | 2:0 (22:21, 10:9)       |
| 10. Juli, 08:00 Uhr | Griechenland | – | Litauen      | 0:2 (12:20, 16:18)      |
| 10. Juli, 12:00 Uhr | Kroatien     | – | Griechenland | 1:2 (23:11, 16:18, 4:5) |
| 10. Juli, 12:00 Uhr | Litauen      | – | Schweden     | 2:0 (15:10, 12:11)      |

### Gruppe IV
| Rang | Verein    | Spiele | Spiele | Spiele | Sätze | Sätze | Sätze | Tore  | Tore | Punkte |
| Rang | Verein    | Sp     | S      | N      | G     | V     | +-    | T     | +-   | Punkte |
| ---- | --------- | ------ | ------ | ------ | ----- | ----- | ----- | ----- | ---- | ------ |
| 1    | Rumänien  | 2      | 2      | 0      | 4     | 1     | +3    | 69:70 | -1   | 4      |
| 2    | Bulgarien | 2      | 1      | 1      | 3     | 2     | +1    | 73:61 | +12  | 2      |
| 3    | Slowenien | 2      | 0      | 2      | 0     | 4     | -4    | 51:62 | -11  | 0      |

| 09. Juli, 16:00 Uhr | Rumänien  | – | Bulgarien | 1:2 (12:13, 25:16, 6:8) |
| 10. Juli, 09:00 Uhr | Slowenien | – | Rumänien  | 0:2 (12:17, 12:13)      |
| 10. Juli, 12:00 Uhr | Bulgarien | – | Slowenien | 2:0 (17:15, 15:12)      |

## Platzierungsspiele
Spiele um die Ränge 13–15
| Rang | Verein       | Spiele | Spiele | Spiele | Sätze | Sätze | Sätze | Tore  | Tore | Punkte |
| Rang | Verein       | Sp     | S      | N      | G     | V     | +-    | T     | +-   | Punkte |
| ---- | ------------ | ------ | ------ | ------ | ----- | ----- | ----- | ----- | ---- | ------ |
| 1    | Kroatien     | 2      | 2      | 0      | 4     | 1     | +3    | 69:70 | -1   | 4      |
| 2    | Griechenland | 2      | 1      | 1      | 3     | 2     | +1    | 73:61 | +12  | 2      |
| 3    | Slowenien    | 2      | 0      | 2      | 0     | 4     | -4    | 51:62 | -11  | 0      |

| 10. Juli, 17:00 Uhr | Slowenien    | – | Griechenland | 1:2 (12:10, 16:19, 6:7) |
| 11. Juli, 08:00 Uhr | Kroatien     | – | Slowenien    | 2:1 (14:18, 21:6, 6:4)  |
| 11. Juli, 13:00 Uhr | Griechenland | – | Kroatien     | 2:1 (17:20, 12:9, 5:4)  |

Überkreuzspiele für die Platzierungsspiele 9–12
| 10. Juli, 17:00 Uhr | Litauen   | – | Rumänien | 0:2 (11:22, 17:19)        |
| 10. Juli, 17:00 Uhr | Bulgarien | – | Schweden | 2:1 (18:17, 20:22, 12:10) |

Überkreuzspiele für die Platzierungsspiele 5–8
| 11. Juli, 08:00 Uhr | Russland | – | Frankreich | 1:2 (21:19, 12:13, 1:6) |
| 11. Juli, 08:00 Uhr | Polen    | – | Ukraine    | 2:1 (16:21, 17:16, 9:8) |

Spiel um Platz 11
| 11. Juli, 08:00 Uhr | Litauen | – | Schweden | 2:0 (17:14, 20:13) |

Spiel um Platz 9
| 11. Juli, 09:00 Uhr | Rumänien | – | Bulgarien | 2:0 (24:16, 14:10) |

Spiel um Platz 7
| 11. Juli, 13:00 Uhr | Ukraine | – | Russland | 2:1 (19:13, 17:22, 5:0) |

Spiel um Platz 5
| 11. Juli, 13:00 Uhr | Polen | – | Frankreich | 2:1 (20:19, 14:15, 6:4) |

## Finalrunde
Halbfinals
| 11. Juli, 09:00 Uhr | Niederlande | – | Deutschland | 2:0 (17:12, 10:20)      |
| 11. Juli, 09:00 Uhr | Ungarn      | – | Spanien     | 2:1 (17:12, 10:20, 7:6) |

Spiel um Rang 3
| 11. Juli, 15:00 Uhr | Deutschland | – | Spanien | 0:2 (18:22, 16:17) |

Finale
| 11. Juli, 17:00 Uhr | Niederlande | – | Ungarn | 1:2 (25:20, 14:19, 4:7) |